# Stade Municipal de Kintélé
Het Stade Municipal de Kintélé is een multifunctioneel stadion in Brazzaville, de hoofdstad van Congo-Brazzaville. Het stadion wordt vooral gebruikt voor voetbalwedstrijden, maar er zijn ook mogelijkheden om atletiekwedstrijden te organiseren. In dit stadion speelt het nationale elftal van Congo-Brazzaville haar internationale thuiswedstrijden. In het stadion kunnen ruim 60.000 toeschouwers.
De bouw van het stadion begon in 2013. Op dat moment zou de bouw van het stadion XAF 220 miljard kosten. Het hele project kostte uiteindelijk 380 XAF 220 miljard. 
Het stadion werd in 2015 geopend met een wedstrijden tussen Congo-Brazzaville en Ghana. Deze wedstrijd eindigde in een 2–3 eindstand. In 2015 werden in dit stadion wedstrijden voor de Afrika Games gespeeld. Bij de opening was dit stadion de grootste van het land.